# أصحاب العقول (فلم)
أصحاب العقول هو فيلمٌ مصري ٌ أُنتج عام 1940، وأخرجه محمد العقاد، وهو الفيلم الوحيد الذي أخرجه.

## ملخص الحكاية
كتب أحد المستكشفين الأوربيين إلى صديقه حمدي بك أنه توجد قبور لمومياء في ضواحي الإسكندرية لم تكتشف بعد، يدعوه حمدي للحضور، ومعه زوجته وبعض من أصحابه، رأى أحد أصدقاء حمدي بأن الضيوف عددهم 13 وهو رقم يتشاءم منه الأوربيون، فطلب من أحد خدم المنزل أن يقوم بتمثيل دور سلطان بلد خيالي، ولم تكد تمضي 24 ساعة حتى تذهب أحلام الجميع أدراج الرياح، فالمكتشف لم يكتشف إلا غرام زوجته بهذا السلطان، أما السلطان الخيالي فقد علمته الظروف ألا يطمع في زوجة غيره، وأن يقنع بحب زوجته

## بطولة
1. بشارة واكيم
2. بهيجة المهدي
3. فوزي منيب
4. سليمان نجيب